# 글라우크 코뉴프차

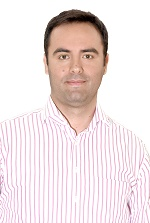
글라우크 코뉴프차

글라우크 코뉴프차(알바니아어: Glauk Konjufca, 1981년 7월 25일 ~ )는 코소보의 활동가, 언론인, 정치인으로 2021년 3월 22일부터 2021년 4월 4일까지 국회의장 겸 대통령 권한대행을 겸임하였다. 일전에 그는 국회의원, 자결운동 원내대표, 국회의장, 외무장관직을 역임한 바 있다.

## 어린 시절과 교육
프리슈티나에서 태어났으며, 프리슈티나 대학교에서 철학을 전공했다. 학창 시절 학생단체 권리원의 부회장이었다. 철학 분야에서 게오르크 빌헬름 프리드리히 헤겔 관련 책 및 기타 출판물을 집필한 바 있다.

## 정치 활동
2005년 자결운동이 창당될 때부터 활동해왔으며, 당의 주간지 활동을 하다가 2010년 총선에 처음으로 당선되었다. 2011년부터 2014년까지, 2015년부터 2017년까지 국회부의장직을 맡았으며, 2014년부터 2019년까지 자결운동 원내대표를 역임했다.
2019년 총선에서 자결운동이 승리하자, 2019년 12월 26일 75:27로 국회의장에 선출되었으나, 2020년 2월 3일 외무장관으로 임명되어 사임했다. 2020년 6월 3일 야권이 새로 정권을 잡자 외무장관직에서 물러났다.
2021년 총선에서 자결운동이 초압승했고, 코뉴프차는 두 번째로 가장 높은 득표율을 기록했다. 2021년 3월 22일 69:33으로 국회의장에 선출되었으며, 대통령직이 공석임에 따라 대통령 권한대행을 겸임하게 되었다.